# ペル・ヴィクトル・アレックス (小惑星)
ペル・ヴィクトル・アレックス(3005 Pervictoralex) は、小惑星帯に位置する小惑星である。クラエス＝イングヴァール・ラーゲルクヴィストがラ・シヤ天文台で発見した。
1987年に生まれた発見者の息子の Per Victor Alexander Lagerkvist に因んで名付けられた。